# Circuit Franco-Belge 2004
Il Circuit Franco-Belge 2004, sessantaseiesima edizione della corsa, si svolse dal 23 al 26 settembre 2004 su un percorso di 713 km ripartiti in 4 tappe, con partenza da Dunkerque e arrivo a Tournai. Fu vinto dal francese Jimmy Casper della Cofidis davanti all'olandese Steven de Jongh e al belga Nico Mattan.

## Tappe
| Tappa  | Data         | Percorso                 | km    | Vincitore di tappa | Leader cl. generale |
| ------ | ------------ | ------------------------ | ----- | ------------------ | ------------------- |
| 1ª     | 23 settembre | Dunkerque > Quievrain    | 213,8 | Paolo Bettini      | Paolo Bettini       |
| 2ª     | 24 settembre | Estaimpuis > Ploegsteert | 154,4 | Jimmy Casper       | Jimmy Casper        |
| 3ª     | 25 settembre | Maubeuge > Mons          | 196,2 | Tom Boonen         | Jimmy Casper        |
| 4ª     | 26 settembre | Belœil > Tournai         | 149   | Tom Boonen         | Jimmy Casper        |
| Totale | Totale       | Totale                   | 713   |                    |                     |

## Dettagli delle tappe

### 1ª tappa
- 23 settembre: Dunkerque > Quievrain – 213,8 km

| Pos. | Corridore       | Squadra    | Tempo    |
| ---- | --------------- | ---------- | -------- |
| 1    | Paolo Bettini   | Quick Step | 5h11'40" |
| 2    | Baden Cooke     | FDJ        | s.t.     |
| 3    | Wouter Weylandt |            | s.t.     |

| Pos. | Corridore       | Squadra    | Tempo    |
| ---- | --------------- | ---------- | -------- |
| 1    | Paolo Bettini   | Quick Step | 5h11'30" |
| 2    | Baden Cooke     | FDJ        | a 4"     |
| 3    | Wouter Weylandt |            | a 6"     |

### 2ª tappa
- 24 settembre: Estaimpuis > Ploegsteert – 154,4 km

| Pos. | Corridore       | Squadra       | Tempo    |
| ---- | --------------- | ------------- | -------- |
| 1    | Jimmy Casper    | Cofidis       | 3h56'06" |
| 2    | Steven de Jongh | Rabobank      | s.t.     |
| 3    | Nico Mattan     | Relax-Bodysol | s.t.     |

| Pos. | Corridore       | Squadra       | Tempo    |
| ---- | --------------- | ------------- | -------- |
| 1    | Jimmy Casper    | Cofidis       | 9h07'33" |
| 2    | Steven de Jongh | Rabobank      | a 5"     |
| 3    | Nico Mattan     | Relax-Bodysol | a 9"     |

### 3ª tappa
- 25 settembre: Maubeuge > Mons – 196,2 km

| Pos. | Corridore    | Squadra    | Tempo    |
| ---- | ------------ | ---------- | -------- |
| 1    | Tom Boonen   | Quick Step | 4h43'13" |
| 2    | Jimmy Casper | Cofidis    | a 1"     |
| 3    | Eric Baumann | T-Mobile   | s.t.     |

| Pos. | Corridore       | Squadra       | Tempo     |
| ---- | --------------- | ------------- | --------- |
| 1    | Jimmy Casper    | Cofidis       | 13h50'47" |
| 2    | Steven de Jongh | Rabobank      | a 5"      |
| 3    | Nico Mattan     | Relax-Bodysol | a 9"      |

### 4ª tappa
- 26 settembre: Belœil > Tournai – 149 km

| Pos. | Corridore       | Squadra           | Tempo    |
| ---- | --------------- | ----------------- | -------- |
| 1    | Tom Boonen      | Quick Step        | 3h28'41" |
| 2    | Gerben Löwik    | Chocolade Jacques | s.t.     |
| 3    | Steven de Jongh | Rabobank          | s.t.     |

| Pos. | Corridore       | Squadra       | Tempo     |
| ---- | --------------- | ------------- | --------- |
| 1    | Jimmy Casper    | Cofidis       | 17h19'22" |
| 2    | Steven de Jongh | Rabobank      | a 4"      |
| 3    | Nico Mattan     | Relax-Bodysol | a 15"     |

## Classifiche finali

### Classifica generale
| Pos. | Corridore        | Squadra                          | Tempo     |
| ---- | ---------------- | -------------------------------- | --------- |
| 1    | Jimmy Casper     | Cofidis                          | 17h19'22" |
| 2    | Steven de Jongh  | Rabobank                         | a 4"      |
| 3    | Nico Mattan      | Relax-Bodysol                    | a 15"     |
| 4    | Frédéric Guesdon | FDJ                              | a 19"     |
| 5    | Allan Johansen   | Bankgiroloterij                  | s.t.      |
| 6    | Tom Boonen       | Quick Step                       | a 21"     |
| 7    | Niko Eeckhout    | Lotto-Domo                       | a 31"     |
| 8    | Kevin Van Impe   | Lotto-Domo                       | a 32"     |
| 9    | Paolo Bettini    | Quick Step                       | s.t.      |
| 10   | Gerben Löwik     | Chocolade Jacques-Wincor Nixdorf | a 36"     |